# ジャー・シャカ
ジャー・シャカ（Jah Shaka、1948年頃 - 2023年4月12日）は、イギリスのレゲエミュージシャン、サウンドマン。名前のシャカは、18世紀のズールー族の王、シャカ・ズールーに由来する。

## 略歴
1950年代後半にジャマイカのクラレンドン教区で生まれ、幼い頃（8歳頃）イギリスへ渡る。
1960年代末から、イギリスにおいてレゲエのサウンド・システムを始める。
1980年代頃からミュージシャンとして音源の製作も始める。トゥインクル・ブラザースやアスワドといったUK中心に活動するアーティストや、ホレス・アンディ、マックス・ロメオ、ジョニー・クラークといったジャマイカ人アーティストの音源を録音した。
ジャー・シャカは、ジャマイカのサウンド・システムがスラックネス（下ネタ）を含むダンスホール・レゲエに傾いていった1980年代にも、ラスタファリ運動に根ざしたサウンド・システムを構成しイギリスを中心に活動したことで知られ、ジャマイカとは異なる「UKルーツ」と呼ばれるジャンルの道筋を作った。
彼のルーツロックレゲエへの傾倒は、アバ・シャンティ・アイ、ディサイプルズ、アイレ−ション・ステッパーズなどの多くの新しいイギリスのレゲエ・アーティストやサウンド・システムを大いに奮い立たせた。ベースメント・ジャックスなどの非レゲエのアーティストもインタビューでジャー・シャカに影響を受けたと語っている。
2023年4月12日死去。75歳没。